# Фридман, Виви
Ви́ви Фри́дман (фин. Vivi Friedman; 20 мая 1967, Хельсинки, Финляндия — 2 января 2012, Талса, Оклахома, США) — финский режиссёр, сценарист и продюсер.
Скончалась после продолжительной борьбы с раком 2 января 2012 года в Талсе (штат Оклахома, США). Была связана многолетними романтическими отношениями со Стивеном Камински.

## Фильмография
Режиссёр
- 1994 — «Команда Суоми»/Team Suomi
- 2003 — «Определённо, не сказка»/Certainly Not a Fairytale
- 2011 — «Семейное дерево»/The Family Tree

Сценарист
- 1994 — «Команда Суоми»/Team Suomi

Продюсер
- 1994 — «Команда Суоми»/Team Suomi